# Bo Hylander
Bo Hylander, född 1941 i Malmö, död i december 2015 i Malmö, var en svensk konstnär, han var bror till konstnären Torsten Hylander och son till konstnären Einar Hylander.
Han utbildade sig först till fotograf, men 1964 började han på Målarskolan Forum i Malmö och genomgick dess tvååriga utbildning, tre år senare hade han sin debututställning i Lund.
Hylander målade ofta självporträtt, med starka former och klara färger klädde han sina känslor i både ord och bilder, det inre av kaoset och virrvarret lät han leva vidare i sina bilder, han gav fragment av sitt liv och han lät berättelserna växa framför betraktarens ögon, så tydligt att det inre blev till det yttre. 
Bo Hylander är representerad vid Göteborgs Stad och Statens konstråd.